# Естонска съветска социалистическа република
Естонската съветска социалистическа република е една от републиките на Съветския съюз. Просъществува от 6 август 1940 г. до 20 август 1991 г.